# ソローモデル

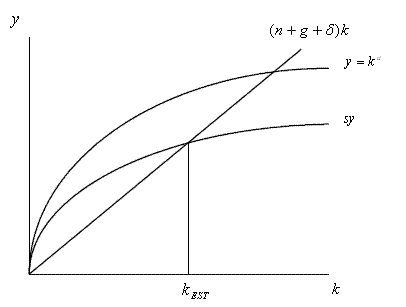
グラフを用いたソローモデルの表現

ソローモデル（Solow model）、またはソロー＝スワン・モデル（Solow–Swan model、外生的成長モデル）は、長期的な経済成長に関する基本的な経済モデルである。
ソローモデルは、資本蓄積、労働または人口の成長、そして主として技術進歩によってもたらされる生産性の上昇が時間を通じて経済の産出水準と成長にどのような影響をもたらすかを示す。このモデルは1956年にロバート・ソローとトレバー・スワンによってそれぞれ独立に開発され、ケインズ派のハロッド＝ドーマー・モデルに取って代わった。

## 背景
ソローモデルは、1946年のハロッド＝ドーマー・モデルの拡張であり、「（全ての資本を使いこなすのに十分な労働力がある限り）資本のみが成長に寄与する」という仮定を排除したものであった。
このモデルは1956年にロバート・ソローとトレバー・スワンがそれぞれ独立に開発した比較的シンプルな成長モデルに端を発している。このモデルは、アメリカの経済成長に関する利用可能なデータにある程度の成功をもって適合していた。1987年、ソローはその研究によりノーベル経済学賞を受賞した。今日、経済学者たちは、技術変化、資本、そして労働が経済成長に与える個々の影響を推定するために、ソローの成長会計の手法を用いている。
ソロー・モデルはまた、経済成長を説明するために経済学で最も広く使われているモデルの一つでもある。基本的に、このモデルは「全要素生産性（TFP）における成果が、一国の生活水準を無限に向上させることができる」と主張している。

## 数学的な定義
ソローモデルにおいては生産を{\displaystyle Y}、資本を{\displaystyle K}、労働を{\displaystyle L}、労働の効率性を{\displaystyle A}とし、生産関数を以下のように仮定する。
{\displaystyle Y=F(K,AL)}
ただし、{\displaystyle AL}は効率労働(effective labor)を表している。また、生産関数は規模に関して収穫一定を仮定するため、以下のようになる。
{\displaystyle F(\lambda K,\lambda L)=\lambda F(K,L)}
ここで、{\displaystyle \lambda =1/AL}とおけば、すべての数量を効率労働１単位あたりで示すことができ、{\displaystyle k=K/AL}、{\displaystyle y=Y/AL}、{\displaystyle f(k)=F(k,1)}と書けば、生産関数は以下のようになる。
{\displaystyle y=f(k)}
ソローモデルでは、資本の限界生産性は正でありかつ逓減すると仮定される。数学的には、稲田条件がこの仮定を包含する条件である。次に、資本、労働、労働の効率性の初期賦存量は所与とされ、労働と労働の効率性は定率で増加するものと仮定する。
{\displaystyle {\dot {L}}(t)=nL(t)}
{\displaystyle {\dot {A}}(t)=gA(t)}
ただし、{\displaystyle t}は時点を表し、ドット( {\displaystyle {\dot {}}} )は時間微分を表す。{\displaystyle n}と{\displaystyle g}は外生のパラメータである。{\displaystyle K}の変化量は、貯蓄率を{\displaystyle s}、減価償却率を{\displaystyle \delta }とすれば、
{\displaystyle {\dot {K}}(t)=sY(t)-\delta K(t)}
ここで{\displaystyle k=K/AL}であるから、効率労働１単位あたりの資本ストックの変化量は、
{\displaystyle {\dot {k}}(t)=sf(k(t))-(n+g+\delta )k(t)}
となる。また、ソローモデルでは、政府および貿易はモデルに含まれない。

### 定常状態
ソローモデルにおける定常状態とは、投資量と減価償却量が釣り合い、資本ストックと産出が時間を通して一定である状態を指す。{\displaystyle {\dot {k}}(t)=0}、つまり以下の式を満たすような{\displaystyle k^{*}(t)}が定常状態の資本ストックである。
{\displaystyle sf(k^{*}(t))=(n+g+\delta )k^{*}(t)}
どのような初期状態から出発しようとも、{\displaystyle k}は{\displaystyle k^{*}}に収束する。

### 黄金律水準
定常状態の資本ストック{\displaystyle k^{*}}のうち、消費を最大にするものを資本の黄金律水準と呼び、{\displaystyle k^{*{\text{gold}}}}で表す。国民所得勘定の恒等式より、一人当たり消費{\displaystyle c}は{\displaystyle c=f(k(t))-sf(k(t))}であり、定常状態においては{\displaystyle c^{*}=f(k^{*}(t))-(n+g+\delta )k^{*}(t)}となるから、以下の条件式、
{\displaystyle {\frac {dc^{*}}{dk^{*}}}=f'(k^{*}(t))-(n+g+\delta )=0}
つまり、
{\displaystyle f'(k^{*{\text{gold}}})=n+g+\delta }
を満たすような{\displaystyle k^{*{\text{gold}}}}が資本の黄金律水準である。資本の限界生産性(MPK)を、
{\displaystyle MPK={\frac {\partial f}{\partial k}}}
とすると、黄金律水準では以下のようにもなることがわかる。
{\displaystyle MPK=n+g+\delta }